# سیکاس
پایانَخل یا سیکاس یکی از ۹۵ گونه گیاهان خانواده پایانخلیان است. این گیاه یک گیاه آپارتمانی مربوط به مناطق گرم و مرطوب است، اولین بار در چین و ژاپن پیدا شده‌است و برگهایش کشیده و شبیه به نخل هستند.

سیکاس دارای دو پایه نر و ماده می باشد و برای نگهداری نیازمند نور زیاد، رطوبت و آبیاری مرتب می باشد، این گیاه در دمای پائین دچار سرمازدگی می شود، در حقیقت یکی از دلایلی که باعث زرد شدن رنگ برگهای سیکاس می شود همین سرمازدگی است ، برای جلوگیری از سرمازدگی سیکاس باید در زمانی که دمای هوا کم می شود و بر روی برگهای سیکاس با یک پلاستیک محافظ درست کنید تا از سرمازدگی این گیاه جلوگیری شود.
زرد شدن برگهای سیکاس دلایل دیگری هم دارد از جمله تعویض گلدان، کوددهی نامناسب و روش آبیاری 

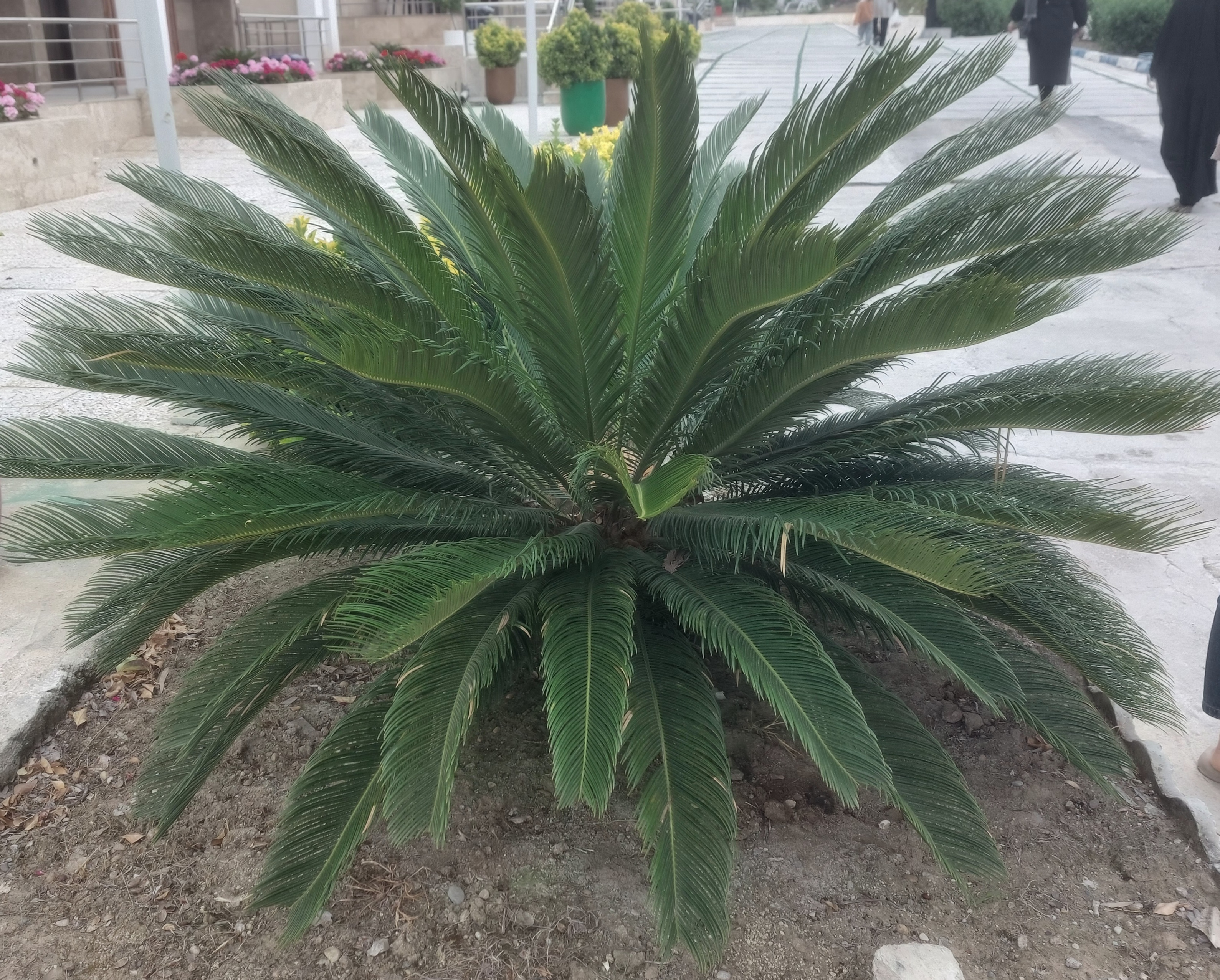
سیکاس